# General Alvear (departement van Corrientes)
General Alvear (Corrientes) is een departement in de Argentijnse provincie Corrientes. Het departement (Spaans:  departamento) heeft een oppervlakte van 1.954 km² en telt 8.147 inwoners.

## Plaatsen in departement General Alvear
- Alvear
- Estación Torrent